# 嵬名山遇
嵬名山遇（？—1038年），名惟亮，西夏党項人，夏景宗李元昊的叔父。担任左厢监军使，掌握兵权，有勇略。
1038年七月，李元昊和诸部首领在贺兰山谋攻北宋鄜延路，他出面劝阻，李元昊不听，厌恶他不跟从自己，使其弟惟序告发他谋反。山遇只好带着妻子野利罗罗和儿子阿遇还有亲属二十二人投奔宋朝，提供西夏军情。被宋朝延州知州郭劝和钤辖李渭派人押送到西夏境內的夏州，到宥州，被李元昊乱箭杀害。